# Phillip Goodhand-Tait
Phillip Goodhand-Tait (Hull, 3 januari 1945) is een Britse singer-songwriter.

## Carrière
In 1961 richtte Goodhand-Tait The Stormsville Shakers op en daarna in 1968 Circus. Voor beide bands en vooral voor The Love Affair schreef hij al tijdens de late jaren zestig van de 20e eeuw enkele hits (A Day Without Love, One Road en Bringing on Back the Good Times). 
Vanaf 1971 bracht hij als singer-songwriter soloalbums uit die hem ook internationale bekendheid brachten. Hij verzorgde ook de muziek voor de dramatische actiefilm Universal Soldier met George Lazenby. Zijn meest gevoelige songs werden opgenomen door Gene Pitney, Larry Williams en Roger Daltrey. Hij toerde met de bands Deep Purple, Thin Lizzy en 10cc en met Elton John, Lou Reed, Bob Marley, Chris de Burgh en andere grootheden uit het internationale muziekcircuit.
Vanaf 1980 werkte Goodhand-Tait ook als muziekproducent. Voor talrijke tv-uitzendingen produceerde hij programma's met bands als Uriah Heep, Jethro Tull, Ten Years After, Steppenwolf, UFO en vele andere bands en soloartiesten.
In 1999 bracht hij 48 kinderverhalen rondom de door hem verzonnen figuur Green Ted uit. In 2003 kwam er een hereniging van The Stormsville Shakers, die voor uitverkochte zalen zorgde. In 2006 en 2010 begeleidde Goodhand-Tait muzikaal de lezingen van de Bochumse schrijver Wolfgang Welt.

## Discografie

### Albums
- 1971: Rehearsal
- 1971: I Think I'll Write A Song
- 1972: Songfall
- 1973: Phillip Goodhand-Tait
- 1975: Jingle-Jangle Man (sampler)
- 1976: Oceans Away
- 1976: Teaching An Old Dog New Tricks
- 1980: Good Old Phil's
- 2006: An Evening With Peggy Sue
- 2008: The Last Laugh

- Bibliothèque nationale de France: cb14102214m (data)
- Gemeinsame Normdatei: 134387856
- International Standard Name Identifier: 0000 0001 3356 0416
- Library of Congress Control Number: n92119768
- MusicBrainz: c3eb4c8e-cf33-44cf-a6fc-86c573d14a6e
- Nederlandse Thesaurus van Auteursnamen: 072888245
- Virtual International Authority File: 254978704
- WorldCat: E39PBJtxgFkGc7Y46wmpGjmPQq